# CERT Polska
CERT Polska (Computer Emergency Response Team Polska, CERT Польши) — созданная в 1996 году как CERT NASK, переименованная в 2000 году компьютерная группа реагирования на чрезвычайные ситуации Польши. С 1997 года является членом FIRST (Forum of Incidents Response and Security Teams).
Цель CERT Polska заключается в оказании помощи польских Интернет-пользователей в осуществлении активных мер для снижения риска компьютерных инцидентов и оказание им помощи в ответ на такие случаи, когда они происходят.
CERT Polska также обрабатывает инциденты, которые происходят в польских сетях и поступают от каких-либо иностранных лиц или организаций.
CERT Polska является клиентом всех узлов в домене верхнего уровня .pl, а также всех адресов, назначенных NASK и другими польскими Интернет-провайдерами.
CERT является филиалом NASK и, официально, является его частью.